# Сирык, Марк
Марк Сирык (эст.  Mark Sirõk) (род. 12 марта 1989, Таллин, Эстонская ССР, СССР) — эстонский общественно-политический деятель, правозащитник, комиссар отделения российского молодёжного движения «Наши» в Эстонии. Обвинялся Эстонией в организации в апреле 2007 года «массовых беспорядков» — акций протеста в Таллине (целью которых была защита памятника Бронзовому Солдату от демонтажа) разогнанных полицией. Марк считается одним из самых молодых политических заключённых в Европе (на момент ареста ему едва исполнилось 18 лет) пробыв более двух месяцев в тюрьме, в 2009 году он был оправдан судом.

## Биографические данные
Родился в 1989 году в Таллине.
В апреле 2007 года, накануне выпускных экзаменов, был арестован по обвинению в организации беспорядков в столице. В течение двух месяцев находился в тюремном заключении, после чего был освобожден под подписку о невыезде. Всё это привело к тому, что окончить школу он смог лишь в сентябре того же года. Причём возможность сдать экзамены была предоставлена Сирыку через вмешательство его адвоката.
В январе 2008 году вместе с Д.Линтером, М.Ревой и Д.Кленским предстал перед судом. В январе 2009 года Сирыку был вынесен оправдательный приговор.
В 2008 году поступил на факультет социологии Санкт-Петербургского государственного университета. После окончания университета планировал бороться за права человека в Европе.
С 2006 года являлся комиссаром российской молодёжной организации «Наши» в Эстонии.
В 2011 дистанцировался от движения "Наши" и вскоре прервал какую-либо деятельность в данной организации. В настоящее время живёт в Санкт-Петербурге, занимается изготовлением сумок и аксессуаров из кожи.

## Обвинение в организации беспорядков
Ученик 12-го класса Паэской гимназии в Таллине Марк Сирык был арестован 27 апреля 2007 года по пути в школу, куда он шёл для сдачи государственных экзаменов. Позднее ему вместе с Д. Линтером, М. Ревой и Д. Кленским было предъявлено обвинение в организации массовых беспорядков в столице, произошедших после демонтажа памятника Бронзовому Солдату. В течение недели матери Сирыка не сообщалось о нахождении сына, который к тому времени был болен астмой и гемофилией.
Пробыв более двух месяцев в тюрьме, Сирык 13 июня 2007 года был отпущен под подписку о невыезде. Но при этом был наложен запрет общаться с журналистами, а также сообщать кому-либо подробности процесса. Суд над Марком Сирыком, Дмитрием Линтером, Максимом Ревой и Дмитрием Кленским по обвинению в организации массовых беспорядков начался в январе 2008 года и закончился оглашением оправдательного приговора от 5 января 2009 года. Оправдательный приговор был оставлен в силе Таллинским судом в апреле 2009 года и Государственный суд не стал пересматривать его.